# HongYing-6
Die HongYing-6 (alternative Bezeichnung: FeiNu-6 oder der Exportname FN-6) ist ein chinesisches, schultergestütztes und mobiles (FB-6A) Kurzstrecken-Boden-Luft-Lenkwaffensystem. Es dient zur Bekämpfung von Hubschraubern und Kampfflugzeugen in niedriger Flughöhe. Das HongYing-6-Flugabwehrraketensystem wurde parallel zur QianWei-Serie entwickelt.

## Technik
Die FN-6 verfügt über einen Infrarotsuchkopf, der nicht nur gegen IR-Täuschkörper, sondern auch gegen Störungen durch Sonnen- und Bodenwärme weitgehend resistent sein soll. Die prozentuale Treffer-Wahrscheinlichkeit wird mit etwa 70 % angegeben. Die pyramidenförmige Raketenspitze beinhaltet den Infrarotsuchkopf, der Ziele aus allen Richtungen erfassen kann (engl. „all-aspect“). Der schultergestützte Raketenwerfer ist mit einem optischen Zielsystem und mit einer IFF-Antenne ausgestattet. Die Reaktionszeit beträgt zehn Sekunden. Die Batterien für die Stromversorgung und das Kühlsystem sind im Handgriff unter dem Startrohr untergebracht.
Seit 2014 gibt es eine als FB-6A bezeichnete mobile Variante des FN-6. In dieser Version werden 2 Startblöcke mit jeweils 4 FN-6-Raketen auf einem Geländewagen oder einem Lastwagen montiert. 1 bis 6 Fahrzeuge bilden eine Luftabwehr-Batterie, ein weiteres Fahrzeug bildet mit einem Phased-Array Radar die Kommando- und Radareinheit. Das mobile System wird in der VR China und im Sudan produziert. In Gestalt und Ausführung ähnelt das FB-6A-System dem US-amerikanischen AN/TWQ-1 Avenger.

## Einsatzländer
Obwohl mit dem QianWei-2-System ein leistungsfähigeres schultergestütztes Flugabwehrsystem existiert, befindet sich die HongYing-6 bei der Volksbefreiungsarmee im Einsatz. Zudem wurde sie im Jahr 2008 in den Sudan geliefert.
Seit Anfang 2013 lieferte Katar Waffen dieses Typs an die „Rebellen“, die sie im Syrischen Bürgerkrieg gegen die Regierungstruppen einsetzen. Ein Rebellenkommandeur beklagte die Unzuverlässigkeit des Systems, die in zwei Fällen sogar beim Start zur Explosion des Flugkörpers führte, mit zwei Toten und mehreren Verwundeten unter der Bedienmannschaft. Weiterhin wurde bekannt, dass das Waffensystem offenbar vom Sudan geliefert wurde, wo mit chinesischer und iranischer Unterstützung die Rüstungsfirma Military Industry Corporation aufgebaut wurde.